# Panonia
Panonia (en latín: Pannonia) fue una antigua región de la Europa central, limitada al norte por el río Danubio, que corresponde actualmente en su mayor parte del sector occidental de Hungría y parcialmente a Croacia, Serbia, Bosnia-Herzegovina,  Eslovenia, Austria y Eslovaquia. La región corresponde a una de las provincias del Imperio romano.

## Historia

### Época romana

Distribución de pueblos prerromanos en la antigua Panonia al filo del cambio de era.

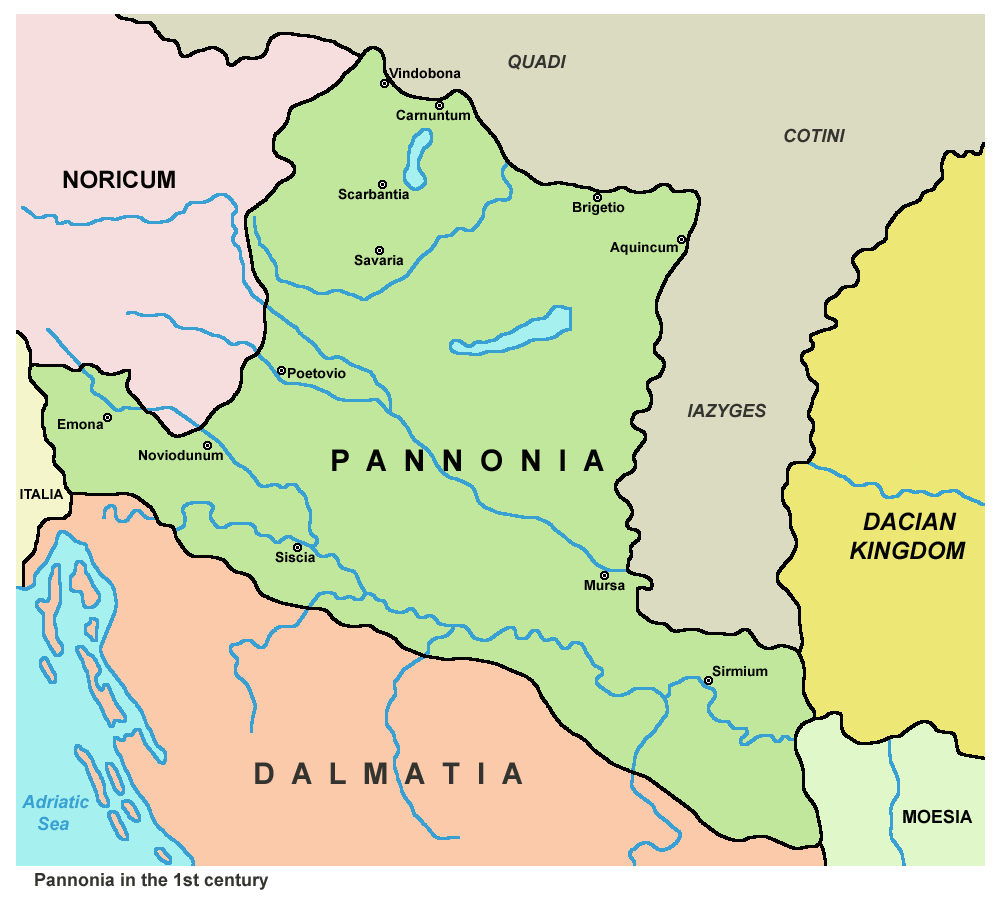
Mapa de la provincia Pannonia antes de su división bajo Trajano.

División de Pannonia en Pannonis Superior y Pannonia Inferior bajo Trajano.

En la Antigüedad fue habitada por los panonios, pueblo de etnia iliria. Conquistada por Roma entre 35 a. C. y 10 a. C., esta región en la frontera del Imperio romano sufrió el choque de incontables invasiones bárbaras y fue fuerte e intensamente romanizada.
Ciudades principales de la época romana fueron Vindobona (Viena, Austria), Carnuntum (Petronell, Austria), Brigetio (Szony, Hungría) y Aquincum (Buda, Hungría).

### Conquista romana y elsigloI
La región, cuyo límite septentrional y oriental era el curso del río Danubio, fue incorporada en principio a la provincia romana de Dalmacia, pero después de la sublevación de las tribus ilirias de 6-9 —sofocada por el futuro emperador Tiberio— fue desgajada por el emperador Augusto y transformada en provincia imperial, asignándosele tres legiones como guarnición, la Legión VII Claudia, la Legión IX Hispana y la Legión XV Apollinaris. Esta última tenía su campamento en Carnuntum desde el imperio de Tiberio, donde permanecería hasta su traslado a oriente en época de Nerón.
Por su parte, la capital provincial fue fijada en la Colonia Claudia Savaria.

### SigloII

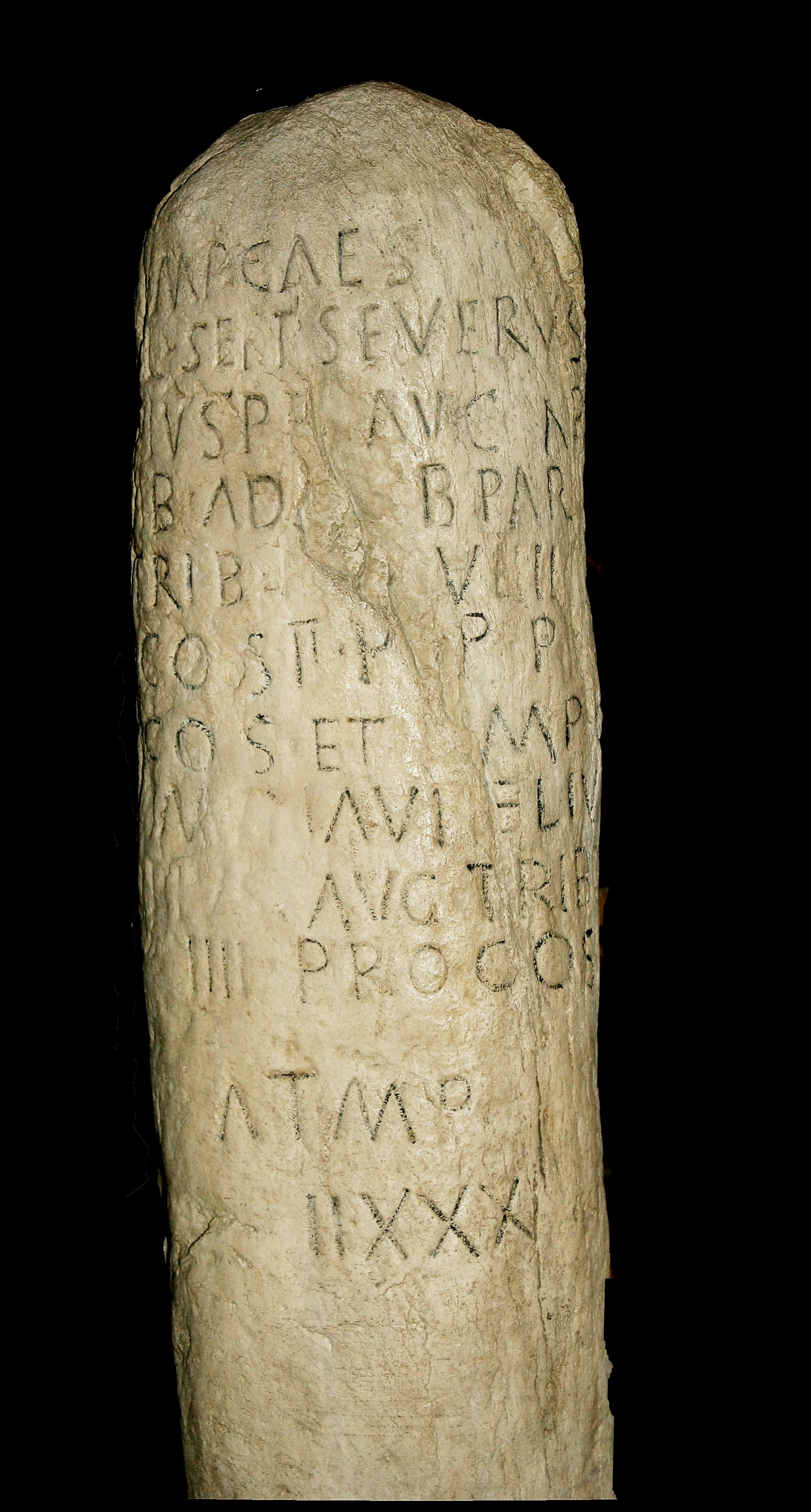
Miliario de St. Margarethen (Austria) erigido bajo Septimio Severo en la vía paralela al Danubio.

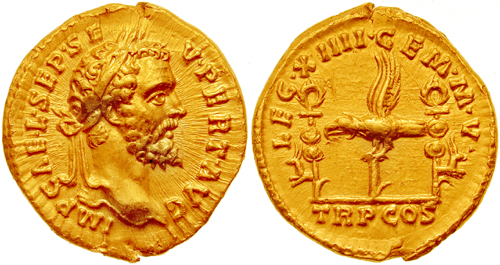
Aureus del 193 por Septimio Severo, en honor de la (Legio XIV Gemina) XIIII Gemina Martia Victrix, la legión que le proclamó emperador.

El emperador Trajano, debido a la numerosa guarnición legionaria, dividió la provincia en dos antes de la segunda guerra dacia: Panonia Superior con capital en la Colonia Claudia Savaria, guarnecida por tres legiones, la Legión XIV Gemina en Carnuntum, la Legión X Gemina en Vindobona y la Legión I Adiutrix en Brigetio, y Panonia Inferior con capital en Aquincum, que servía también de base a la Legión II Adiutrix, única unidad legionaria de la provincia.
Panonia Superior tenía rango consular y Panonia Inferior rango pretorio.
Bajo el imperio de Marco Aurelio, estas provincias sufrieron los embates de cuados y marcomanos, y Marco Aurelio las utilizó como plataforma del contraataque imperial, que intentó incorporar estos pueblos al Imperio, durante las guerras marcomanas. Marco Aurelio murió en Vindobona en 180, dejando esta tarea inconclusa, y su hijo y sucesor Cómodo se limitó a firmar una paz de compromiso con los debilitados pueblos germanos y volvió a Roma.

### SigloIII
En 193, tras el asesinato de Cómodo a finales del año anterior, el asesinato de Pertinax y la vergonzosa subasta del Imperio por la Guardia Pretoriana, el gobernador de Panonia Superior, Septimio Severo, se sublevó contra el nuevo emperador Didio Juliano, utilizando el poderoso ejército de las dos Panonias como su plataforma de acceso al trono, y sirviéndose de muchos panonios alistados en las legiones de la provincia como miembros de la nueva guardia pretoriana y de las cohortes urbanas.
Poco después, Septimio Severo decidió que ninguna provincia podía tener un ejército tan grande como el que a él, desde Panonia Superior, le había permitido desafiar al poder central de Roma y vencer, por lo que transfirió la zona de Aquincum con su guarnición, la Legio I Adiutrix y sus unidades auxiliares, a la provincia Panonia Inferior.
Durante la crisis del siglo III, las dos Panonias fueron uno de los centros de acción principales del Imperio, ya que desde ellas, dada su proximidad a Italia, los diferentes emperadores tuvieron que hacer frente a los invasores germanos que cruzaban el Danubio, llegando a convertir Sirmium en capital del Imperio romano durante largas temporadas, y parte de los emperadores fueron naturales de esta región y la vecina Dalmacia.

### SigloIVy final de la provincia

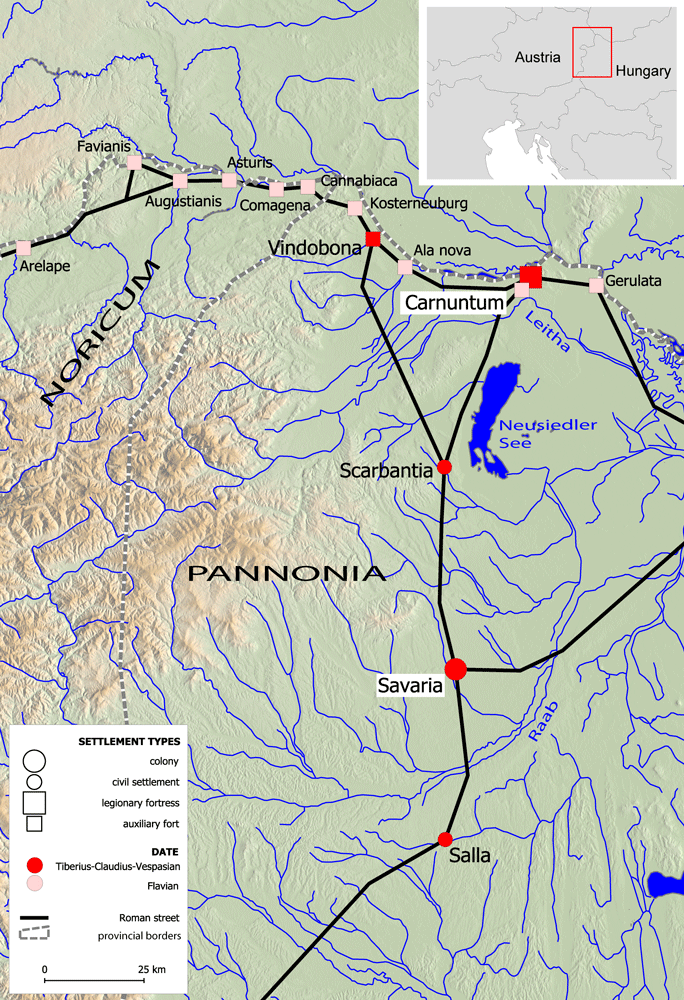
Mapa de Pannonia con sus principales ciudades y calzadas.

Bajo Diocleciano, las provincias de Panonia fueron divididas en cuatro provincias menores, Panonia I, Panonia II, Savia y Valeria, mientras que Constantino I decidió que fueran incorporadas a la Prefectura del Pretorio de Iliria.
Durante la guerra entre Constantino I y Licinio, las tropas de estas provincias formaron parte de los ejércitos del primero.
Las provincias panonias sirvieron de primera barrera de contención frente a los germanos de allende el Danubio, y el control imperial sobre ellas no se relajó hasta que los visigodos entraron en el Imperio bajo Valentiniano I y Valente.
La derrota de este último en Adrianópolis trajo consigo que bandas de visigodos saquearan toda la llanura panónica, hasta que Graciano cedió la zona al norte del Save a los visigodos.
Cuando este pueblo, dirigido por Alarico I, invadió Italia a principios del siglo V, ya bajo Honorio y Arcadio, la zona fue ocupada por los gépidos.
Para la población romanizada de Panonia esto supuso sufrir grandes privaciones, pero un pequeño grupo de estos panonios sobrevivió alrededor del lago Balatón, creando la llamada cultura de Keszthely, y mantuvo su lengua romance panona hasta el siglo X.
A mediados del siglo V Panonia fue cedida a los hunos por Teodosio II, y después de la muerte de Atila pasó a manos de los ostrogodos (456-471), lombardos (530-568), ávaros (560 - c. 800), eslavos (establecidos aquí desde aproximadamente 480; de forma independiente entre 800-900), magiares (modernos húngaros) (desde 900/901); habsburgos y otomanos(desde 1526; fin de la autoridad otomana en 1878). Después de la Primera Guerra Mundial, la región fue dividida entre Austria, Hungría y el Reino de los Serbios, Croatas y Eslovenos (refundado como Yugoslavia en 1929).

#### Principales ciudades de la provincia

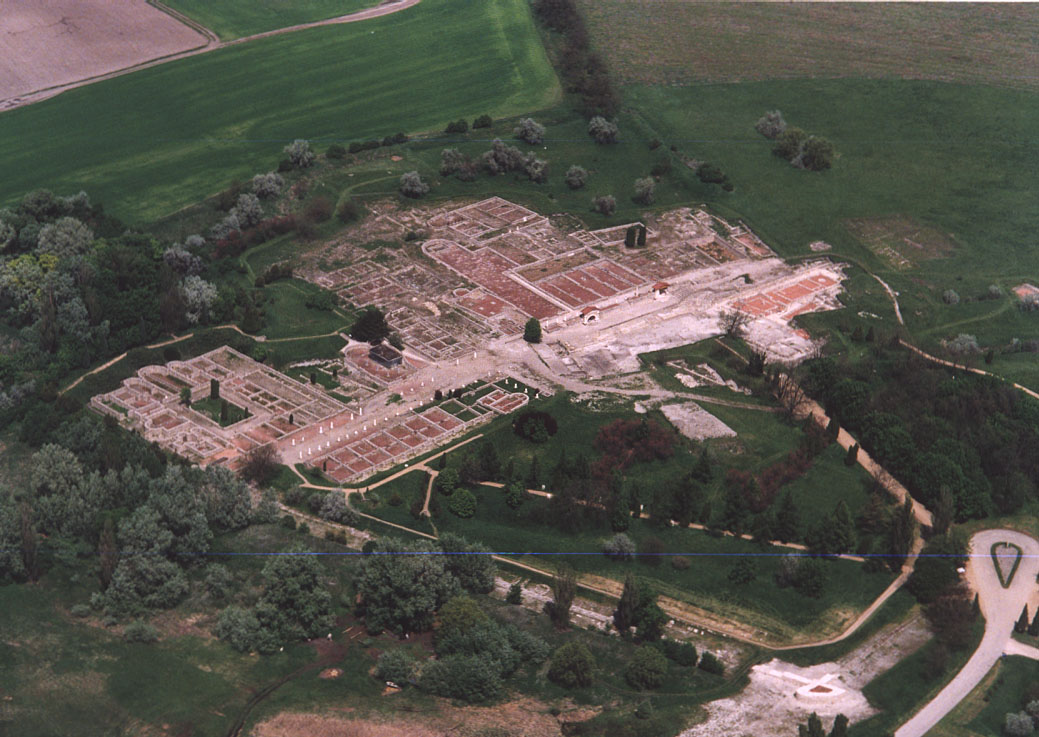
Gorsium (Tác, Hungría).

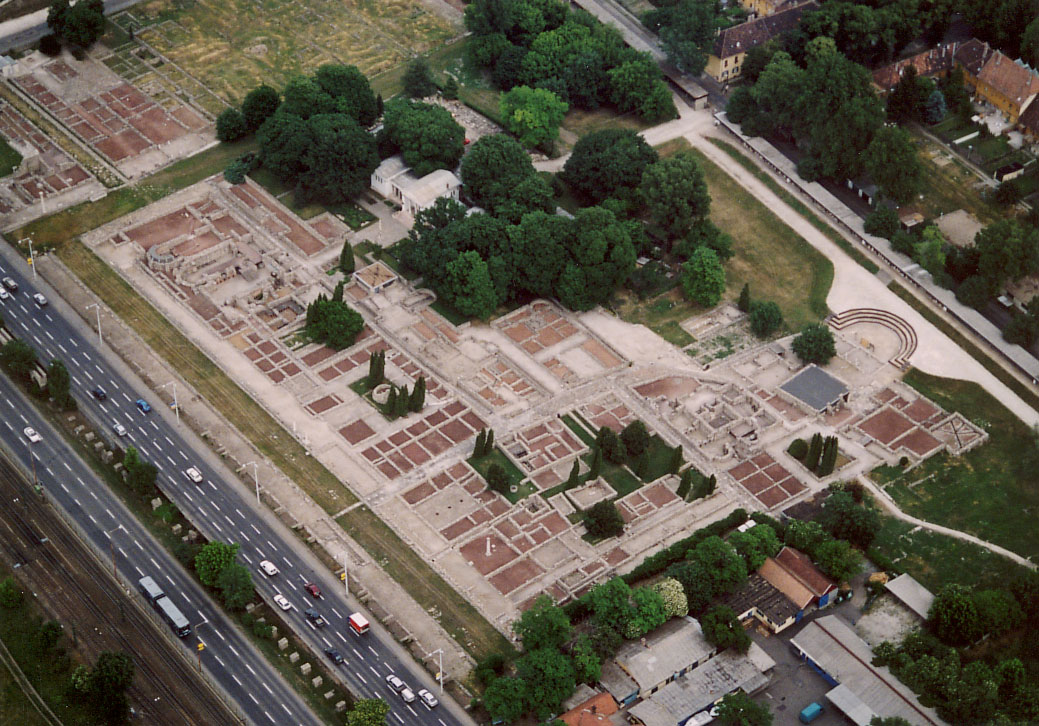
Aquincum (Budapest, Hungría).

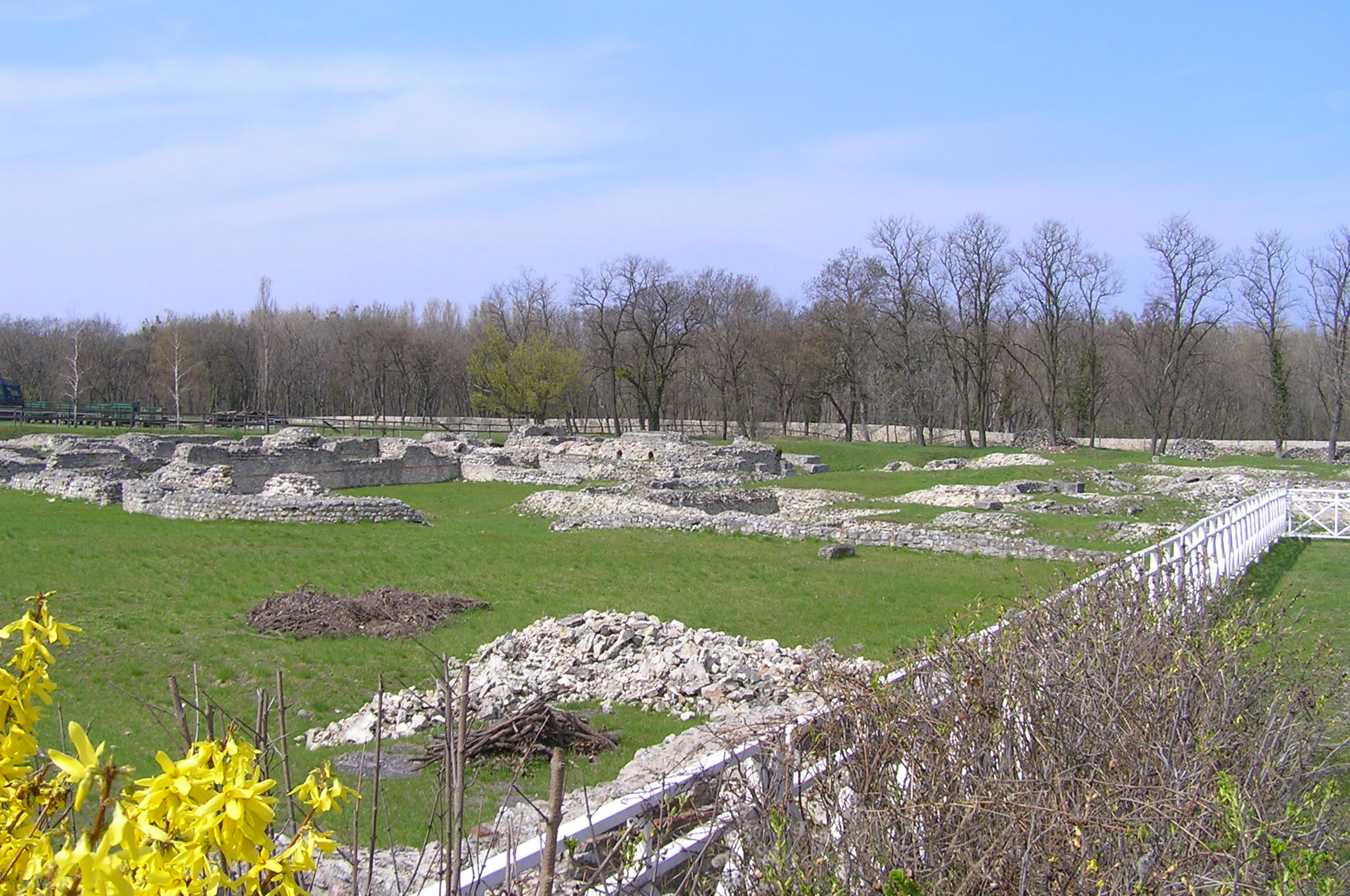
Carnuntum (Petronell, Austria).

La población autóctona de Pannonia, de estirpe céltica e iliria, habitaba en pequeños asentamientos, asimilables a los pagi —aldeas— y vici —pueblos— romanos; con su incorporación al Imperio, el estado romano organizó el territorio en civitates, siendo las principales las siguientes:
- en la actual Austria:

- Carnuntum (Petronell, Bad Deutsch-Altenburg)
- Vindobona (Viena)

- en la actual Bosnia-Herzegovina:

- Saldae (Brčko)
- Serbinum o Servitium (Gradiška)

- en la actual Croacia:

- Ad Novas (Zmajevac)
- Andautonia (Ščitarjevo)
- Aqua Viva (Varaždin)
- Aquae Balisae (Daruvar)
- Certissa (Đakovo)
- Cibalae (Vinkovci)
- Cuccium (Ilok)
- Iovia o Iovia Botivo (Ludbreg)
- Marsonia (Slavonski Brod)
- Mursa (Osijek)
- Siscia (Sisak)

- en la actual Eslovaquia:

- Gerulata (Rusovce)

- en la actual Eslovenia:

- Celeia (Celje)
- Noviodunum (Drnovo)
- Poetovio (Ptuj)

- en la actual Hungría:

- Ad Flexum (Mosonmagyaróvár)
- Ad Mures (Ács)
- Ad Statuas (Vaspuszta)
- Ad Statuas (Várdomb)
- Alisca (Szekszárd)
- Alba Regia (Székesfehérvár)
- Alta Ripa (Tolna)
- Aquincum (Óbuda, Budapest)
- Arrabona (Győr)
- Brigetio (Szőny)
- Caesariana (Baláca)
- Campona (Nagytétény)
- Cirpi (Dunabogdány)
- Contra-Aquincum (Budapest)
- Contra Constantiam (Dunakeszi)
- Contra Florentiam o Lugio (Dunaszekcsõ)
- Gorsium-Herculia (Tác)
- Intercisa (Dunaújváros)
- Lussonium (Dunakömlőd)
- Matrica (Százhalombatta)
- Morgentianae (Tüskevár (?))
- Mursella (Mórichida)
- Quadrata (Lébény)
- Sala (Zalalövő)
- Savaria o Sabaria (Szombathely)
- Scarbantia (Sopron)
- Solva (Esztergom)
- Sopianae (Pécs)
- Ulcisia Castra (Szentendre)
- Valcum (Fenékpuszta)

- en la actual  Serbia:

- Acumincum (Stari Slankamen)
- Bassianae (Donji Petrovci)
- Bononia (Banoštor)
- Burgunac (Novi Banovci)
- Rittium (Surduk)
- Cusum (Petrovaradin)
- Singidunum (Belgrado)
- Sirmium (Sremska Mitrovica)
- Taurunum (Zemun)